# 감 매거진
감 매거진(GARM Magazine)은 한 권에 한 가지 건축재료 및 기술을 소개하는 원토픽 매거진이다.

## 개요
'감'은 순우리말로 재료를 뜻한다. 감 매거진 시리즈는 개인의 창조성을 구체적으로 실현하는 방법을 함께 논의하기 위해 만들어졌다. 사람에게 가장 중요한 의식주 중에서 머무는 ‘주’를 중심으로 자신의 공간을 스스로 만들 수 있는 최소한의 방법에 대해 안내하기 위해서다. 그 시작은 건축의 가장 작은 물리적인 단위인 ‘재료’에 대한 조사로, 독자에게 ‘좋은 재료’를 구분하고 사용하는 데 도움을 준다.
2017년 7월 1일 첫 선을 보인 시즌 1은 <목재>, <벽돌>, <콘크리트> 편으로, 건축의 기본 재료를 다룬다. 각 권에서는 종류, 유통처, 선택 기준 등 재료를 선택하면서 여러 번 고민하던 것들을 이해하기 쉽게 안내한다. 시즌 2는 인테리어 재료를 주제로 하며 <페인트>, <타일>, <바닥재> 편으로 구성된다. 디자이너는 물론 인테리어에 관심이 많은 일반인도 쉽게 따라해볼 수 있도록 돕는다. 2018년 9월에 발간된 <철재>, <유리>, <석재> 편은 건물의 풍경을 만드는 외장재 편으로, 재료의 다양한 가공방식과 활용 방법, 그리고 앞으로의 가능성을 이야기한다. 시즌 4에서는 소재를 넘어서 <창호>, <조명>, <빌트인가구> 등 기술이 필요한 하드웨어를 다뤘다. 2020년 발간된 시즌 5는 <알루미늄>, <패브릭>, <플라스틱>으로 건축의 경량화를 소개한다. 2021년 발간된 시즌 6는 건축의 완성을 위한 재료 쓰임의 끝단인 하드웨어를 <건축 하드웨어>와 <인테리어 하드웨어>로 구분해 면면을 살폈다. 시즌 7은 건축에서 탄소중립을 실현할 재료로 새롭게 도약하는 <우드II>와 <종이> 편을 통해 건축, 공간을 넘어 사회 전반에서 재료의 역할을 톺아본다. 2023년 발간된 시즌 8에서는 일상에서 만나는 녹지가 어떤 과정을 거쳐 탄생했는지 <실외조경>과 <실내조경>으로 나누어 조경 층위의 이야기들을 조적한다. 2024년 시즌 9은 외부환경으로부터 사람을 보호하는 건축의 가장 기본이 되는 요소인 <단열>과 <방수>를 통해 건물의 내구성과 환경을 통제하는 기술 전반을 조명한다. 2025년 시즌 10은 인류의 역사를 함께해 온 <미장>을 조명한다.

## 발간 도서
| 시즌             | 호수 | 주제                                   | 상세 |
| ---------------- | ---- | -------------------------------------- | ---- |
| 1. 건축 기본재료 | 감01 | 목재 (Wood)                            |      |
| 1. 건축 기본재료 | 감02 | 벽돌 (Brick)                           |      |
| 1. 건축 기본재료 | 감03 | 콘크리트 (Concrete)                    |      |
| 2. 인테리어 재료 | 감04 | 페인트 (Paint)                         |      |
| 2. 인테리어 재료 | 감05 | 타일 (Tile)                            |      |
| 2. 인테리어 재료 | 감06 | 바닥재 (Flooring)                      |      |
| 3. 외장재        | 감07 | 철재 (Steel)                           |      |
| 3. 외장재        | 감08 | 유리 (Glass)                           |      |
| 3. 외장재        | 감09 | 석재 (Stone)                           |      |
| 4. 제품          | 감10 | 창호 (Window)                          |      |
| 4. 제품          | 감11 | 조명 (Lighting)                        |      |
| 4. 제품          | 감12 | 빌트인 가구 (Built-in Furniture)       |      |
| 5. 가벼운 재료   | 감13 | 알루미늄 (Aluminum)                    |      |
| 5. 가벼운 재료   | 감14 | 패브릭 (Fabric)                        |      |
| 5. 가벼운 재료   | 감15 | 플라스틱 (Plastic)                     |      |
| 6. 하드웨어      | 감16 | 건축 하드웨어 (Architectural Hardware) |      |
| 6. 하드웨어      | 감17 | 인테리어 하드웨어 (Interior Hardware)  |      |
| 7. 친환경        | 감18 | 목재 II (Wood II)                      |      |
| 7. 친환경        | 감19 | 종이 (Paper)                           |      |
| 8. 조경          | 감20 | 실외조경 (Landscape I:Outdoor)         |      |
| 8. 조경          | 감21 | 실내조경 (Landscape II:Indoor)         |      |
| 9. 물과 불       | 감22 | 단열 (Insulation)                      |      |
| 9. 물과 불       | 감23 | 방수 (Waterproof)                      |      |
| 10               | 감24 | 미장 (Plaster)                         |      |